# Station Rebaix

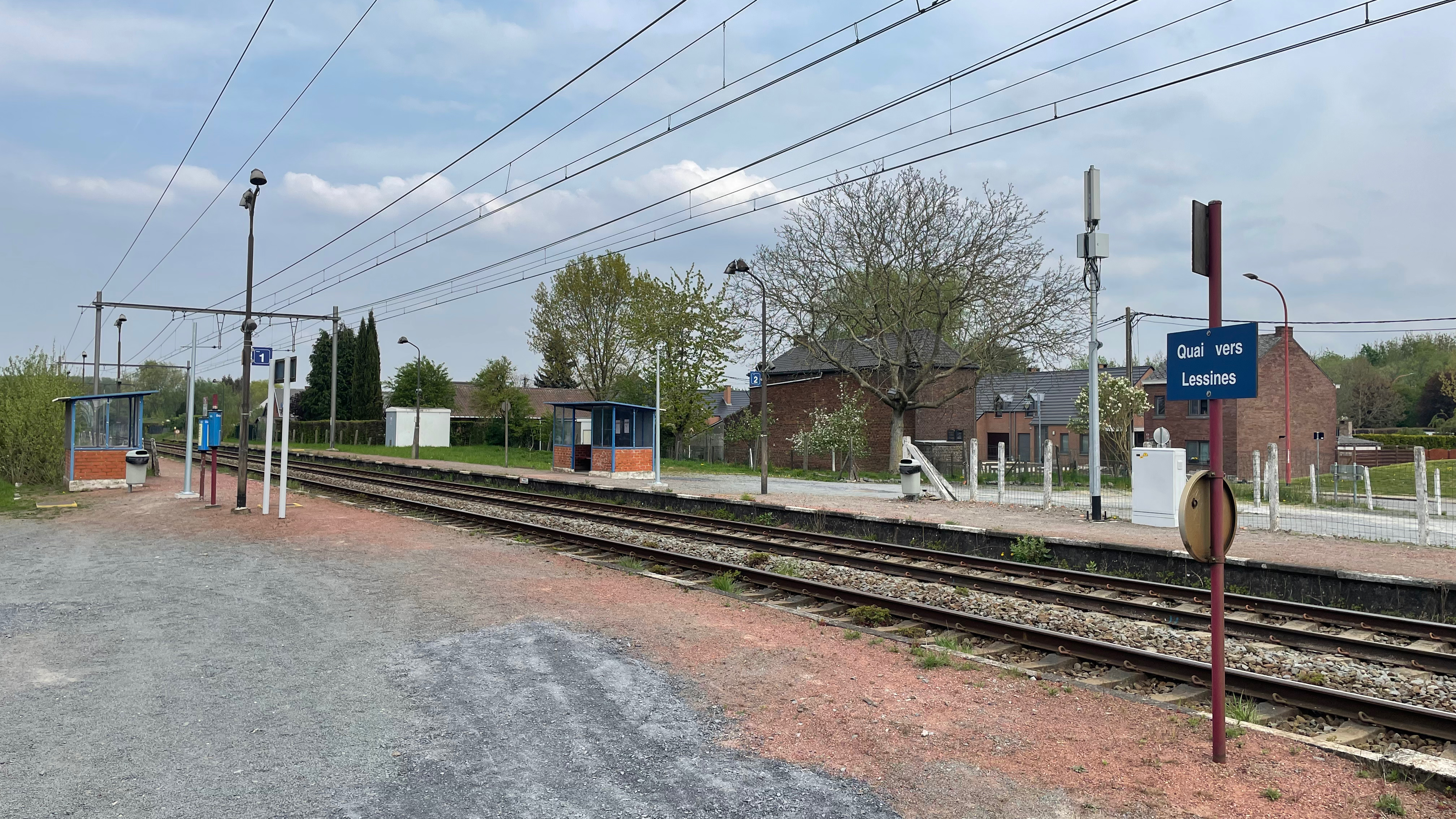
Station Rebaix

Station Rebaix is een spoorwegstation langs spoorlijn 90 (Jurbeke - Aat - Denderleeuw) in Rebaix, een deelgemeente van de stad Aat. Het is nu een stopplaats. Men kan er kosteloos parkeren en er is een gratis fietsstalling.

## Treindienst
| Serie       | Treinsoort          | Route                                                                        | Bijzonderheden                                                                      |
| ----------- | ------------------- | ---------------------------------------------------------------------------- | ----------------------------------------------------------------------------------- |
| L 4850      | L-trein (NMBS)      | Geraardsbergen – Rebaix – Aat – Bergen – [ Doornik – Moeskroen ] / [ Quévy ] | Rijdt op werkdagen Geraardsbergen-Moeskroen. Rijdt in weekends Geraardsbergen-Quèvy |
| P 7590/8590 | Piekuurtrein (NMBS) | Geraardsbergen – Rebaix – Aat                                                | Rijdt alleen op werkdagen.                                                          |

## Reizigerstellingen
De grafiek en tabel geven het gemiddeld aantal instappende reizigers weer op een week-, zater- en zondag.
| Tabel: aantal instappende reizigers station Rebaix | Tabel: aantal instappende reizigers station Rebaix | Tabel: aantal instappende reizigers station Rebaix | Tabel: aantal instappende reizigers station Rebaix |
|                                                    | Weekdag                                            | Zaterdag                                           | Zondag                                             |
| -------------------------------------------------- | -------------------------------------------------- | -------------------------------------------------- | -------------------------------------------------- |
| 1977                                               | 102                                                | 27                                                 | 7                                                  |
| 1978                                               | 91                                                 | 42                                                 | 14                                                 |
| 1979                                               | 114                                                | 28                                                 | 11                                                 |
| 1980                                               | 81                                                 | 25                                                 | 6                                                  |
| 1981                                               | 93                                                 | 15                                                 | 16                                                 |
| 1982                                               | 85                                                 | 24                                                 | 22                                                 |
| 1983                                               | 130                                                | 27                                                 | 28                                                 |
| 1984                                               | 80                                                 | 19                                                 | 16                                                 |
| 1985                                               | 96                                                 | 15                                                 | 17                                                 |
| 1986                                               | 112                                                | 23                                                 | 18                                                 |
| 1987                                               | 102                                                | 25                                                 | 15                                                 |
| 1988                                               | 95                                                 | 22                                                 | 14                                                 |
| 1989                                               | 124                                                | 29                                                 | 19                                                 |
| 1990                                               | 99                                                 | 58                                                 | 43                                                 |
| 1991                                               | 112                                                | 48                                                 | 40                                                 |
| 1992                                               | 106                                                | 56                                                 | 45                                                 |
| 1993                                               | 101                                                | 53                                                 | 44                                                 |
| 1994                                               | 58                                                 | 12                                                 | 7                                                  |
| 1995                                               | 92                                                 | 11                                                 | 13                                                 |
| 1996                                               | 101                                                | 15                                                 | 34                                                 |
| 1997                                               | 116                                                | 20                                                 | 19                                                 |
| 1998                                               | 65                                                 | 7                                                  | 8                                                  |
| 1999                                               | 49                                                 | 10                                                 | 8                                                  |
| 2000                                               | 69                                                 | 8                                                  | 4                                                  |
| 2001                                               | 63                                                 | 4                                                  | 5                                                  |
| 2002                                               | 51                                                 | 11                                                 | 10                                                 |
| 2003                                               | 47                                                 | 13                                                 | 4                                                  |
| 2004                                               | 43                                                 | 22                                                 | 12                                                 |
| 2005                                               | 82                                                 | 16                                                 | 12                                                 |
| 2006                                               | 77                                                 | 16                                                 | 7                                                  |
| 2007                                               | 115                                                | 12                                                 | 17                                                 |
| 2008                                               | -                                                  | -                                                  | -                                                  |
| 2009                                               | 114                                                | 12                                                 | 6                                                  |
| 2010                                               | -                                                  | -                                                  | -                                                  |
| 2011                                               | -                                                  | -                                                  | -                                                  |
| 2012                                               | 112                                                | 17                                                 | 9                                                  |
| 2013                                               | 117                                                | 15                                                 | 8                                                  |
| 2014                                               | 84                                                 | 10                                                 | 8                                                  |
| 2015                                               | 96                                                 | 38                                                 | 4                                                  |
| 2016                                               | 98                                                 | 17                                                 | 7                                                  |
| 2017                                               | 87                                                 | 21                                                 | 8                                                  |
| 2018                                               | 79                                                 | 32                                                 | 26                                                 |
| 2019                                               | 106                                                | 19                                                 | 12                                                 |
| 2020                                               | 76                                                 | 19                                                 | 19                                                 |
| 2021                                               | -                                                  | -                                                  | -                                                  |
| 2022                                               | 161                                                | 46                                                 | 39                                                 |
| 2023                                               | 127                                                | 55                                                 | 47                                                 |
| 2024                                               | 151                                                | 56                                                 | 71                                                 |

0,0: Denderleeuw ·
1,9: Iddergem ·
4,4: Okegem ·
7,5: Ninove ·
10,2: Eichem ·
12,1: Appelterre ·
13,4: Zandbergen ·
16,1: Idegem ·
17,8: Schendelbeke ·
21,7: Geraardsbergen ·
23,2: Overboelare ·
26,3: Acren · 
28,7: Lessen ·
29,8: Houraing ·
31,8: Papignies ·
33,5: La Cavée ·
35,4: Rebaix ·
39,9: Aat ·
42,1: Maffle ·
45,0: Mévergnies-Attre ·
46,5: Brugelette ·
48,3: Cambron-Casteau ·
52,1: Lens ·
55,6: Jurbeke ·
58,0: Erbisœul ·
66,7: Baudour ·
71,8: Saint-Ghislain